# 최문병 의병장 안장
최문병 의병장 안장(崔文炳義兵將鞍裝)은 1983년 5월 7일 보물 제747호로 지정되었다. 경산시립박물관에서 소장하고 있다. 1592년 임진왜란이 발발하자 자인지역에서 최문병이 의병을 모집, 스스로 의병장이 된 후 왜적을 물리칠 때 사용했던 말안장이다. 현재까지 당시의 원형이 그대로 보존되어 있다.

## 개요
최문병 의병장 안장(崔文炳 義兵將 鞍裝)은 임진왜란 때 의병장으로 활약한 최문병이 사용한 말안장으로 크기는 56×39×34㎝이고, 안장(鞍裝)자리 크기는 105×26㎝이다.
안장의 앞뒤로 돌출된 부분인 안교(鞍橋)는 나무로 윤곽을 잡았고, 뼈를 이용해 안장가리개(복륜)를 붙였으며, 쇠로 고정시켰다. 안교 바깥쪽은 고슴도치 가죽을 씌우고, 세 곳에 뼈조각으로 꽃모양을 만들어 붙였다. 안교 아래쪽은 둥글게 파내고 테두리를 뼈조각들로 붙였다. 말다래가 달린 안장자리는 가죽으로 만들었다. 발걸이(등자)는 철제이고, 발디딤은 원형으로 되었으며 배띠와 고들개는 마(麻)와 면직물로 되어 있다.
이 안장은 등자·배띠·고들개 등의 부속구를 모두 갖추고 있고, 보존상태가 양호한 희귀한 말갖춤(마구)으로서 그 가치가 있다.